# Sarkin Yamma
Sarkin Yamma (auch: Sarkin Yama, Sarki Yama, Serkin Yama, Serkin Yamma, Serki Yama) ist eine Landgemeinde im Departement Madarounfa in Niger.

## Geographie

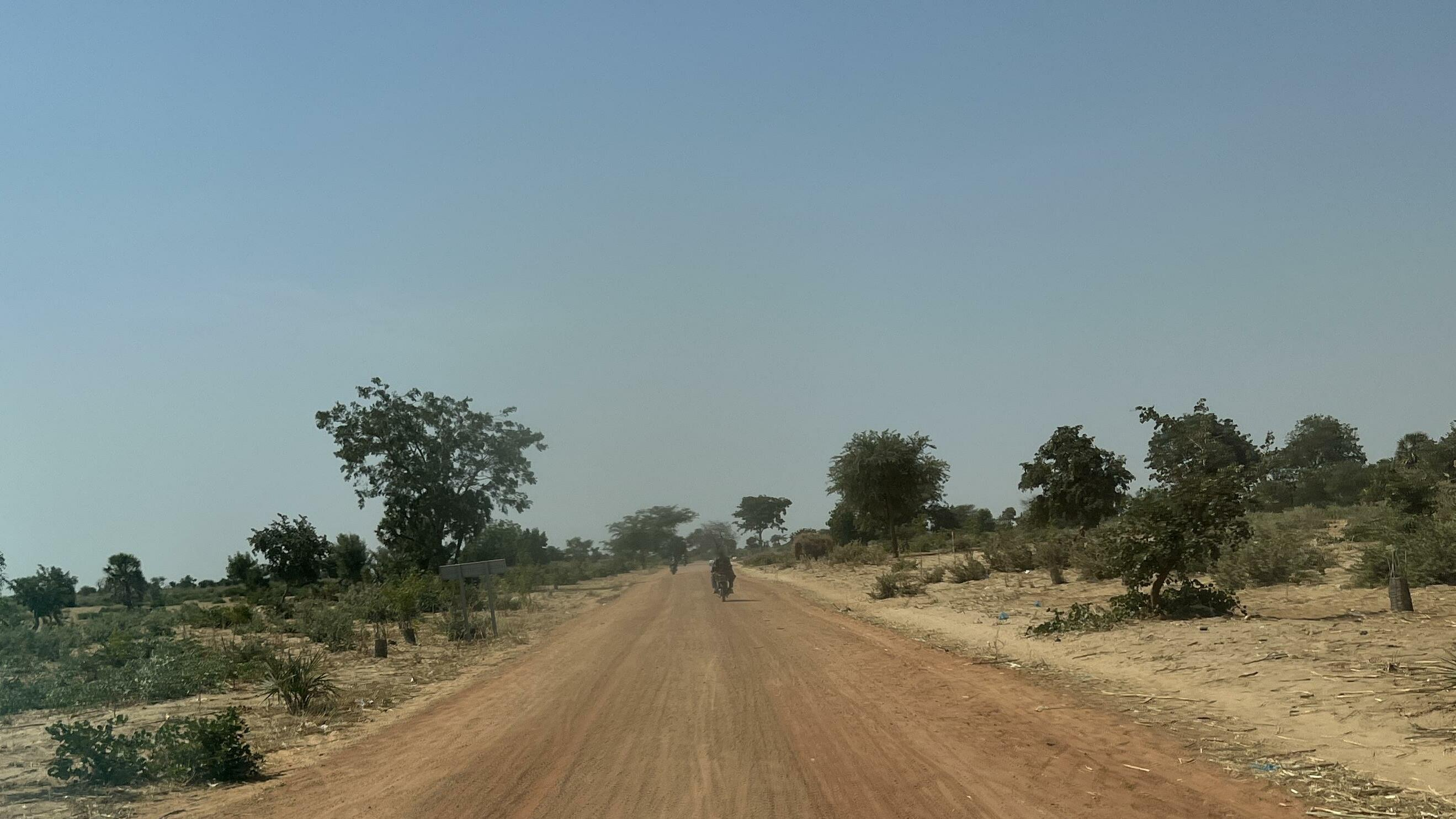
Eine Landstraße in der Gemeinde Sarkin Yamma (2023)

Sarkin Yamma liegt in der Großlandschaft Sudan. Die Nachbargemeinden sind Tibiri im Nordwesten, Maradi im Osten und Safo im Süden. Bei den Siedlungen im Gemeindegebiet handelt es sich um 44 Dörfer, 15 Weiler und 7 Lager. Der Hauptort der Landgemeinde ist das Dorf Sarkin Yamma.
Die Niederschlagsmessstation im Hauptort liegt auf 313 m Höhe und wurde 1981 in Betrieb genommen. Die durchschnittliche jährliche Niederschlagsmenge in Sarkin Yamma beträgt 487 Millimeter, die Anzahl der Regentage im Jahr durchschnittlich 34 (Messzeitraum 1995–2006). Die Gemeinde hat Anteil am weitläufigen Wald von Baban Rafi.

## Geschichte
Die französische Kolonialverwaltung richtete 1944 einen Kanton in Sarkin Yamma ein. Im Jahr 2002 ging im Zuge einer landesweiten Verwaltungsreform aus dem Gebiet des Kantons Sarkin Yamma die Landgemeinde Sarkin Yamma hervor.

## Bevölkerung
Bei der Volkszählung 2012 hatte die Landgemeinde 36.557 Einwohner, die in 4832 Haushalten lebten. Bei der Volkszählung 2001 betrug die Einwohnerzahl 24.970 in 3526 Haushalten.
Im Hauptort lebten bei der Volkszählung 2012 1361 Einwohner in 200 Haushalten, bei der Volkszählung 2001 1128 in 159 Haushalten und bei der Volkszählung 1988 681 in 99 Haushalten.
In ethnischer Hinsicht ist die Gemeinde ein Siedlungsgebiet von Katsinawa, Tuareg und Fulbe.

## Politik
Der Gemeinderat (conseil municipal) hat 13 gewählte Mitglieder. Mit den Kommunalwahlen 2020 sind die Sitze im Gemeinderat wie folgt verteilt: 4 CPR-Inganci, 4 PNDS-Tarayya, 1 ADEN-Karkara, 1 MPN-Kiishin Kassa, 1 RPD-Bazara, 1 RPP-Farilla und 1 RSD-Gaskiya.
Jeweils ein traditioneller Ortsvorsteher (chef traditionnel) steht an der Spitze von 42 Dörfern in der Gemeinde, darunter dem Hauptort.

## Wirtschaft und Infrastruktur
Die Gemeinde liegt in einer Zone, in der Regenfeldbau betrieben wird. Das staatliche Versorgungszentrum für landwirtschaftliche Betriebsmittel und Materialien (CAIMA) unterhält eine Verkaufsstelle im Hauptort. Gesundheitszentren des Typs Centre de Santé Intégré (CSI) sind im Hauptort sowie in den Siedlungen Mazadou Abdou und Moullé Sofoua vorhanden. Der CEG Sarkin Yamma Saboua ist eine allgemein bildende Schule der Sekundarstufe des Typs Collège d’Enseignement Général (CEG). Beim Centre de Formation aux Métiers de Sarkin Yamma (CFM Sarkin Yamma) handelt es sich um ein Berufsausbildungszentrum. Der Gemeindehauptort ist durch die Route 426, eine einfache Erdstraße, mit der Nationalstraße 18 verbunden. Vom Weiler Kollya führt die Route 427 nach Guidan Sori.